# الدوري الفلسطيني الممتاز لقطاع غزة 1987–88
الدوري الفلسطيني الممتاز لقطاع غزة 1987–88 هو الموسم أو النسخة التي كانت ستكون النسخة الثالثة ولكنها لم تستكمل وكان متصدر الدوري خدمات خانيونس بعد 12 جولة فقط .
والسبب هو الإنتفاضة الفلسطينية الأولى .